# Traudl Kulikowsky
Traudl Kulikowsky (eigentlich Edeltraud Kulikowski, * 9. Dezember 1943 in Litzmannstadt) ist eine deutsche Schauspielerin.
Von Mitte der 1960er bis Mitte der 1970er Jahre spielte sie einige große Rollen in Kino- und Fernsehfilmen in der DDR. 1984 reiste sie nach West-Berlin aus. Nach der Wende 1989/90 wurden ihre Aktivitäten als IM der Staatssicherheit bekannt.

## Filmkarriere
Kulikowsky arbeitete zunächst in einem Produktionsbetrieb und spielte währenddessen an einem Arbeitertheater.
In den 1960er und frühen 1970er Jahren gehörte sie zu den bekanntesten Nachwuchsdarstellern der DDR, auch wegen ihrer jugendlich frischen Ausstrahlung. Noch vor Beginn ihrer Schauspielausbildung trat sie 1964 in zwei Spielfilmen auf: In dem Arbeiterfilm Das Lied vom Trompeter spielte sie an der Seite von DDR-Stars wie Rolf Römer, Günther Simon und Jürgen Frohriep. Bekannt wurde sie aber durch ihren Auftritt neben Gunter Schoß im Fernsehfilm Egon und das achte Weltwunder nach dem gleichnamigen Bestseller-Roman von Joachim Wohlgemuth, der glaubhaft den Lebensstil der DDR-Jugend schilderte. Unter der Regie ihres damaligen Ehemanns, des Regisseurs und Drehbuchautors Horst Seemann (1937–2000) wurde sie zu einem beliebten Jungstar und zierte mehrfach die Titelblätter der DDR-Filmzeitschriften.
Danach begann sie ein Studium an der Staatlichen Schauspielschule in Berlin-Schöneweide und später an der Hochschule für Film und Fernsehen der DDR in Potsdam-Babelsberg.
Zwischen 1966 und 1974 spielte Kulikowsky größere Rollen in den Filmen Horst Seemanns. So in dem musikalischen Lustspiel Hochzeitsnacht im Regen (Alternativtitel: Liebe im Galopp, 1966/67) an der Seite von Frank Schöbel und Herbert Köfer. Der an sich harmlose Film wurde von der offiziellen Filmkritik abgelehnt. So bemängelte die FDJ-Zeitung Junge Welt die „ichbezogene Weltsicht“. Auch innerhalb der staatlichen Filmproduktion DEFA wurden Seemanns Werke teilweise heftig angegriffen, während das DDR-Publikum die stark gefühlsbetonten Filme goutierte. 1969 spielte Kulikowsky in Seemanns Drama Zeit zu leben, 1971 in Liebeserklärung an G.T. 1972 spielt sie in seinem Arbeiterfilm Reife Kirschen die Tochter des Bauarbeiters und Brigadeführers Kamp, dargestellt von Günther Simon. Kamp entscheidet sich in dem Film gegen seine Familie und dafür, an die Ostsee überzusiedeln, um beim Aufbau eines Kernkraftwerks mitzuarbeiten. Offiziell wurde kritisiert, in dem Film würden „die kräftigen Charakterzeichnungen des ersten Filmteils verwischt; eine idyllische Harmonie entwertet die zuvor ernst zu nehmenden Konflikte.“ Seemanns letzter Gegenwartsfilm Suse, liebe Suse (1975) schildert die langsame Entwicklung und Emanzipation einer jungen LKW-Fahrerin (Traudl Kulikowsky), die ihren Freund, der die DDR verlassen will, zugunsten eines sowjetischen Ingenieurs aufgibt. „Ein gewollt progressiver Film, weder vom Inhalt noch von der Form her überzeugend, pathetisch und oberflächlich“, lautete die Kritik des Filmdienstes.
Nach der Trennung von Seemann war Kulikowsky nur noch gelegentlich auf der Kinoleinwand oder dem Fernsehbildschirm zu sehen, so 1975 in der Polizeiruf-110-Folge Die Rechnung geht nicht auf und dem Fernsehfilm Über sieben Brücken musst du gehen (1978). Ihren letzten Auftritt hatte sie 1980 als Nebendarstellerin in dem Spielfilm Darf ich Petruschka zu dir sagen? von Regisseur Karl-Heinz Heymann.
Einige Jahre nach ihrer Ausreise aus der DDR drehte sie 1989 noch als Regisseurin den 9-minütigen Kurz-Dokumentarfilm Agonie, an die früheren künstlerischen Erfolge konnte sie aber nicht mehr anknüpfen.

## IM-Tätigkeit
Nach der Wende wurde bekannt, dass Kulikowsky jahrelang als Spitzel für die Staatssicherheit tätig war. Mit den Vorwürfen konfrontiert, erwiderte die Ex-Schauspielerin 1997, die Initiative dazu sei nicht von ihr ausgegangen: „Ich war jahrelang in einer kaputten Ehe, wurde geschlagen, es hat mir keiner geholfen. Dann kam einer, der mir geholfen hat. Der war beim MfS. Das wusste ich nicht.“
Als IM „Galina Mark“ bespitzelte sie seit 1971 u. a. Peter Brasch, Heiner Carow, Franz Fühmann, Stefan Heym, Walter Janka, Rainer Kirsch, Elke Erb und die literarische Szene des Prenzlauer Bergs. Seit 1974 erhielt sie regelmäßig Agentenhonorar. 1982 kündigt sie ihre Zusammenarbeit mit dem MfS auf, da sie sich laut Joachim Walther „nicht gefördert“ gefühlt habe. 1983 schrieb sie eine Eingabe an Erich Honecker, in der sie sich über ihre Nichtbeschäftigung als Schauspielerin beklagte. Sie begann, in der systemkritischen Frauengruppe Frauen für den Frieden mitzuarbeiten, wurde nun selbst von der Stasi kritisch beobachtet und stellte schließlich einen 1984 bewilligten Ausreiseantrag.

## Filmografie
- 1964: Das Lied vom Trompeter – Regie: Konrad Petzold
- 1964: Egon und das achte Weltwunder (TV) – Regie: Christian Steinke
- 1965: Der Reserveheld – Regie: Wolfgang Luderer
- 1965: Entlassen auf Bewährung – Regie: Richard Groschopp
- 1965: Episoden vom Glück (TV) – Regie: Helmut Krätzig
- 1967: Hochzeitsnacht im Regen – Regie: Horst Seemann
- 1968: Schüsse unterm Galgen – Regie: Horst Seemann
- 1968: 12 Uhr mittags kommt der Boß – Regie: Siegfried Hartmann
- 1969: Zeit zu leben – Regie: Horst Seemann
- 1971: Liebeserklärung an G. T. – Regie: Horst Seemann
- 1972: Reife Kirschen – Regie: Horst Seemann
- 1972: Hurra, wir haben Ferien! (Ура! У нас каникулы!) – Regie: Wladimir Berenschtein und Ilja Gurin
- 1973: Die sieben Affären der Doña Juanita (vierteiliger Fernsehfilm)
- 1975: Suse, liebe Suse – Regie: Horst Seemann
- 1975: Polizeiruf 110: Die Rechnung geht nicht auf (TV-Reihe)
- 1978: Über sieben Brücken mußt du gehn (TV) – Regie: Hans Werner
- 1981: Darf ich Petruschka zu dir sagen? – Regie: Karl-Heinz Heymann

## Hörspiele
- 1978: Barbara Neuhaus: Alles Blech (Karla) – Regie: Joachim Gürtner (Hörspielreihe: Neumann, zweimal klingeln – Rundfunk der DDR)